# Heaven Shall Burn... When We Are Gathered
Heaven Shall Burn... When We Are Gathered è il quarto album della band Black metal svedese dei Marduk, uscito nel mese di giugno del 1996 per la Osmose Productions. Questo CD è il primo registrato insieme a Legion, cantante storico dei Marduk in forze ai nostri fino a World Funeral, datato 2003.

## Tracce
1. Summon the Darkness – 0:21
2. Beyond the Grace of God – 5:17
3. Infernal Eternal – 4:41
4. Glorification of the Black God – 4:52
5. Darkness It Shall Be – 4:40
6. The Black Tormentor of Satan – 4:15
7. Dracul Va Domni Din Nou In Transilvania – 5:39
8. Legion – 5:55

## Formazione
- Morgan Steinmeyer Håkansson - chitarra
- Erik "Legion" Hagstedt - voce
- B. War - basso
- Fredrik Andersson - batteria